# Liste der Nintendo-Switch-Spiele/F
| Titel                                                | Entwickler                          | Herausgeber                              | Genre                        | Handel | Veröffentlichung D/A/CH                     |
| ---------------------------------------------------- | ----------------------------------- | ---------------------------------------- | ---------------------------- | ------ | ------------------------------------------- |
| F-117A Stealth Fighter                               | UFO Interactive                     | UFO Interactive                          | Simulation Strategie         | Nein   | 28. Mai 2020                                |
| Factotum 90                                          | TACS Games                          | Rainy Frog                               | Action                       | Nein   | 19. März 2020                               |
| Fairy Fencer F: Advent Dark Force                    | Idea Factory                        | Ghostlight                               | Rollenspiel                  | Nein   | 17. Januar 2019                             |
| Fairy Tale Puzzles: Magic Objects                    | Adore Co.                           | Office5656                               | Puzzle                       | Nein   | 1. November 2018                            |
| Fairune Collection                                   | Flyhigh Works                       | Flyhigh Works Retail: Super Rare Games   | Adventure                    | Ja     | 17. Mai 2018 Retail: 21. März 2019          |
| Fall of Light: Darkes Edition                        | RuneHeads                           | Digerati                                 | Action-Rollenspiel           | Nein   | 30. August 2018                             |
| Fallen Legion: Rise to Glory                         | YummyYummyTummy Games               | NIS America                              | Strategie-Rollenspiel        | Ja     | 1. Juni 2018                                |
| Fallout Shelter                                      | Bethesda Game Studios               | Bethesda Softworks                       | Simulation                   | Nein   | 11. Juni 2018                               |
| Family Tennis SP                                     | Arc System Works Arc System Works   | Arc System Works Arc System Works        | Tennis                       | Nein   | 16. Dezember 2019                           |
| Family Tree                                          | eastasiasoft                        | eastasiasoft                             | Action                       | Nein   | 10. Oktober 2019                            |
| Fantasy Hero: Unsigned Legacy                        | Arc System Works                    | Arc System Works                         | Action-Rollenspiel           | Nein   | 25. Januar 2018                             |
| Fantasy Strike                                       | Sirlin Games                        | Sirlin Games                             | Fighting                     | Nein   | 25. Juli 2019                               |
| FAR: Lone Sails                                      | Okomotive                           | Mixtvision                               | Adventure Platformer         | Nein   | 18. August 2019                             |
| Farabel                                              | Frogames                            | Drageus Games                            | Adventure Rollenspiel        | Nein   | 19. Dezember 2019                           |
| Farm Expert 2018                                     | SimFabric                           | SimFabric                                | Landwirtschaftssimulation    | Nein   | 30. März 2018                               |
| Farm Mystery                                         | Big Fish Games                      | Ocean Media                              | Adventure Puzzle             | Nein   | 22. August 2019                             |
| Farm Together                                        | Milkstone Studios                   | Milkstone Studios                        | Landwirtschaftssimulation    | Nein   | 1. Februar 2019                             |
| Farmer Sim 2020                                      | OviLex Soft                         | SC Ovilex Soft                           | Landwirtschaftssimulation    | Nein   | 25. Februar 2020                            |
| Farmer's Dynasty                                     | Toplitz Productions                 | Nacon                                    | Landwirtschaftssimulation    | Ja     | 30. April 2020                              |
| Fast da: Das Jump ’n’ Run                            | QuantumAstroGuild                   | QuantumAstroGuild                        | Puzzle                       | Nein   | 21. Februar 2019                            |
| Fast RMX                                             | Shin’en Multimedia                  | Shin’en Multimedia                       | Rennspiel                    | Nein   | 3. März 2017                                |
| Fate/EXTELLA: Link                                   | Marvelous                           | Marvelous Europe                         | Action                       | Ja     | 22. März 2019                               |
| Fate/EXTELLA: The Umbral Star                        | Marvelous                           | Marvelous Europe                         | Action                       | Ja     | 21. Juli 2017                               |
| fault - milestone one                                | Sekai Project                       | Sekai Project                            | Visual Novel                 | Nein   | 3. Oktober 2019                             |
| Fe                                                   | Zoink Games                         | Electronic Arts                          | Plattformer                  | Nein   | 16. Februar 2018                            |
| Fear Effect Sedna                                    | Sushee                              | Square Enix Collective                   | Action                       | Nein   | 6. März 2018                                |
| Fear of Traffic                                      | Flavio Rausa                        | Flavio Rausa                             | Arcade                       | Nein   | 24. Oktober 2019                            |
| Feather                                              | Samurai Punk                        | Samurai Punk                             | Adventure Simulation         | Nein   | 5. April 2019                               |
| Feathery Ears                                        | Sayuri Artsy                        | Ultimate Games                           | Adventure                    | Nein   | 8. Mai 2020                                 |
| Felix the Reaper                                     | Kong Orange                         | Daedalic Entertainment                   | Adventure Puzzle             | Nein   | 17. Oktober 2019                            |
| Fell Seal: Arbiter's Mark                            | 6 Eyes Studio                       | 1C Online Games                          | Rollenspiel Strategie        | Nein   | 14. August 2019                             |
| Fernz Gate                                           | Kemco                               | Kemco                                    | Rollenspiel                  | Nein   | 23. August 2018                             |
| Feudal Alloy                                         | Attu Games                          | Attu Games                               | Adventure                    | Nein   | 17. Januar 2019                             |
| FIA European Truck Racing Championship               | N-RACING                            | Bigben Interactive                       | Rennspiel                    | Ja     | 8. August 2019                              |
| FIFA 18                                              | EA Canada                           | Electronic Arts                          | Sport                        | Ja     | 29. September 2017                          |
| FIFA 19                                              | EA Canada                           | Electronic Arts                          | Sport                        | Ja     | 28. September 2018                          |
| FIFA 20 - Legacy Edition                             | EA Canada                           | Electronic Arts                          | Sport                        | Ja     | 27. September 2018                          |
| Fifty Words by POWGI                                 | Lightwood Games                     | Lightwood Games                          | Puzzle                       | Nein   | 5. September 2019                           |
| Fight'N Rage                                         | BlitWorks                           | BlitWorks                                | Fighting                     | Nein   | 26. September 2019                          |
| Fight of Animals                                     | Digital Crafter                     | Digital Crafter                          | Fighting                     | Nein   | 9. April 2020                               |
| Fight of Gods                                        | Cosen                               | Digital Crafter                          | Fighting                     | Nein   | 18. Januar 2019                             |
| Figment                                              | Bedtime Digital Games               | Bedtime Digital Games                    | Action-Adventure             | Nein   | 28. Juni 2018                               |
| Fill-a-Pix: Phils Abenteuer                          | Lightwood Games                     | Lightwood Games                          | Puzzle                       | Nein   | 12. Juli 2018                               |
| Fimbul                                               | Wild River Games                    | EuroVideo Medien                         | Action-Adventure             | Ja     | 28. Februar 2019                            |
| Fin and the Ancient Mystery                          | Silesia Games                       | Silesia Games                            | Adventure Platformer         | Nein   | 3. September 2019                           |
| Final Fantasy VII                                    | Square Enix                         | Square Enix                              | Rollenspiel                  | Nein   | 26. März 2019                               |
| Final Fantasy VIII Remastered                        | Square Enix                         | Square Enix                              | Rollenspiel                  | Nein   | 3. September 2019                           |
| Final Fantasy IX                                     | Square Enix                         | Square Enix                              | Rollenspiel                  | Nein   | 13. Februar 2019                            |
| Final Fantasy X HD Remaster                          | Square Enix                         | Square Enix                              | Rollenspiel                  | Ja     | 16. April 2019                              |
| Final Fantasy X-2 HD Remaster                        | Square Enix                         | Square Enix                              | Rollenspiel                  | Ja     | 16. April 2019 Retail nur als Download Code |
| Final Fantasy XII: The Zodiac Age                    | Square Enix                         | Square Enix                              | Rollenspiel                  | Ja     | 30. April 2019                              |
| Final Fantasy XV Pocket Edition HD                   | Square Enix                         | Square Enix                              | Rollenspiel                  | Nein   | 14. September 2018                          |
| Final Light, the Prison                              | EnjoyUp Games                       | EnjoyUp Games                            | Platformer                   | Nein   | 27. Juli 2018                               |
| Find The Balance                                     | Wastelands                          | Wastelands                               | Puzzle                       | Nein   | 28. September 2018                          |
| Finding Teddy 2 : Definitive Edition                 | Storybird PixelHeart                | Storybird                                | Adventure                    | Nein   | 7. Mai 2020                                 |
| Fire Emblem: Shadow Dragon and the Blade of Light    | Intelligent Systems Nintendo R&D1   | Nintendo                                 | Strategie-Rollenspiel        | Nein   | 4. Dezember 2020                            |
| Fire Emblem: Three Houses                            | Intelligent Systems Koei Tecmo      | Nintendo                                 | Strategie-Rollenspiel        | Ja     | 26. Juli 2019                               |
| Fire Emblem Engage                                   | Intelligent Systems                 | Nintendo                                 | Strategie-Rollenspiel        | Ja     | 20. Januar 2023                             |
| Fire Emblem Warriors                                 | Omega Force Team Ninja              | Nintendo                                 | Hack & Slay                  | Ja     | 20. Oktober 2017                            |
| Fire Emblem Warriors: Three Hopes                    | Omega Force                         | Nintendo                                 | Hack & Slay                  | Ja     | 24. Juni 2022                               |
| Firefighters - Airport Heroes                        | UIG Entertainment                   | UIG Entertainment                        | Simulation                   | Ja     | 11. Juni 2020                               |
| Firefighters: Airport Fire Department                | UIG Entertainment                   | UIG Entertainment                        | Simulation                   | Ja     | 24. April 2018                              |
| Firewatch                                            | Campo Santo                         | Campo Santo                              | Adventure                    | Nein   | 17. Dezember 2018                           |
| Fishing: Barents Sea Complete Edition                | Misc Games                          | astragon                                 | Simulation Angeln            | Nein   | 10. Dezember 2019                           |
| Fishing Adventure                                    | MasterCode                          | Ultimate Games                           | Simulation Angeln            | Nein   | 21. Februar 2020                            |
| Fishing Star World Tour                              | WFS                                 | WFS                                      | Simulation Angeln            | Nein   | 30. Januar 2019                             |
| Fishing Universe Simulator                           | Forever Entertainment               | Forever Entertainment                    | Simulation                   | Nein   | 24. Januar 2019                             |
| Fitness Boxing                                       | Imagineer                           | Nintendo                                 | Sport                        | Ja     | 21. Dezember 2018                           |
| Fitness Boxing 2: Rhythm and Exercise                | Imagineer                           | Nintendo                                 | Sport                        | Ja     | 4. Dezember 2020                            |
| Fitness Boxing 3: Your Personal Trainer              | Imagineer                           | Nintendo                                 | Sport                        | Ja     | 5. Dezember 2024                            |
| Fitness Boxing feat. HATSUNE MIKU                    | Imagineer                           | Aksys Games                              | Sport                        | Nein   | 5. September 2024                           |
| Fitness Boxing Fist of the North Star                | Imagineer                           | Imagineer                                | Sport                        | Nein   | 2. März 2023                                |
| Fitness Circuit                                      | Jupiter                             | Spike Chunsoft                           | Sport                        | Ja     | 26. Mai 2023                                |
| Five Nights at Freddy's                              | Scott Cawthon                       | ClickteamLLC                             | Strategie                    | Nein   | 29. November 2019                           |
| Five Nights at Freddy's 2                            | Scott Cawthon                       | ClickteamLLC                             | Strategie                    | Nein   | 29. November 2019                           |
| Five Nights at Freddy's 3                            | Scott Cawthon                       | ClickteamLLC                             | Strategie                    | Nein   | 29. November 2019                           |
| Five Nights at Freddy's 4                            | Scott Cawthon                       | ClickteamLLC                             | Strategie                    | Nein   | 29. November 2019                           |
| Five Nights at Freddy's: Help Wanted                 | Scott Cawthon                       | ClickteamLLC                             | Strategie                    | Nein   | 17. Mai 2020                                |
| Flan                                                 | AECRNIA                             | AnelaGamesStudio                         | Adventure                    | Nein   | 31. Oktober 2019                            |
| Flashback – Remastered Edition                       | Paul Cuisset                        | Microids                                 | Action-Adventure             | Ja     | 19. Juni 2018                               |
| Flat Heroes                                          | Parallel Circles                    | Deck13                                   | Action                       | Nein   | 2. August 2018                              |
| FLATLAND Vol.1                                       | QUByte Interactive                  | QUByte Interactive                       | Action                       | Nein   | 30. April 2020                              |
| Fledgling Heroes                                     | Subtle Boom                         | Subtle Boom                              | Adventure Platformer         | Nein   | 7. Mai 2020                                 |
| Flight Sim 2019                                      | SC Ovilex Soft                      | SC Ovilex Soft                           | Simulation                   | Nein   | 29. Februar 2020                            |
| Flinthook                                            | Tribute Games                       | Tribute Games Retail: Limited Run Games  | Action-Platformer Rogue-like | Ja     | 9. März 2018 Retail: April 2018             |
| Flip Over Frog                                       | MUTAN                               | MUTAN                                    | Party                        | Nein   | 13. August 2018                             |
| Flip Wars                                            | Over Fence                          | Nintendo                                 | Puzzle                       | Nein   | 6. Juli 2017                                |
| Flipping Death                                       | Zoink Games                         | Zoink Games Retail: Rising Star Games    | Adventure                    | Ja     | 7. August 2018 Retail: 5. Oktober 2018      |
| Floor Kids                                           | Hololabs                            | Merj Media                               | Rhythmusspiel                | Nein   | 18. Dezember 2017                           |
| Florence                                             | Mountains                           | Annapurna Interactive                    | Adventure                    | Nein   | 13. Februar 2020                            |
| Flowlines VS                                         | Baltoro Games                       | Baltoro Games                            | Puzzle                       | Nein   | 25. Januar 2019                             |
| Flux8                                                | Canalside Studios                   | Torchbearer                              | Platformer                   | Nein   | 29. Mai 2020                                |
| Fluxteria                                            | Playstige Interactive               | Playstige Interactive                    | Shoot 'em up                 | Nein   | 21. Mai 2020                                |
| Fly O'Clock                                          | Digital Melody                      | Forever Entertainment                    | Arcade                       | Nein   | 26. Oktober 2018                            |
| Fly Punch Boom!                                      | Jollypunch Games                    | Jollypunch Games                         | Fighting                     | Nein   | 28. Mai 2020                                |
| Flying Girl Striker                                  | Mediascape                          | Mediascape                               | Shoot 'em up                 | Nein   | 25. September 2019                          |
| Fobia                                                | Evgeny Lazebny                      | Evgeny Lazebny                           | Adventure Puzzle             | Nein   | 25. Juli 2019                               |
| Food Truck Tycoon                                    | Baltoro Games                       | Baltoro Games                            | Simulation                   | Nein   | 8. Februar 2019                             |
| Food Truck Tycoon - Asian Cuisine                    | Baltoro Games                       | Baltoro Games                            | Simulation                   | Nein   | 29. Mai 2020                                |
| Football Game                                        | Ratalaika Games                     | Ratalaika Games                          | Adventure                    | Nein   | 8. November 2019                            |
| Football Manager Touch 2018 (nicht in Deutschland)   | Sports Interactive                  | Sega                                     | Fußball-Manager              | Nein   | 13. April 2018                              |
| Football Manager Touch 2019                          | Sports Interactive                  | Sega                                     | Fußball-Manager              | Nein   | 27. November 2018                           |
| Football Manager Touch 2020                          | Sports Interactive                  | Sega                                     | Fußball-Manager              | Nein   | 10. Dezember 2019                           |
| Football, Tactics & Glory                            | Toplitz Productions                 | Toplitz Productions                      | Simulation                   | Ja     | 21. Januar 2020                             |
| For the King                                         | IronOak Games                       | Curve Digital                            | Rogue-like Adventure         | Ja     | 9. Mai 2019 Retail: 24. Mai 2019            |
| Forager                                              | HopFrog                             | Humble Bundle                            | Adventure                    | Nein   | 30. Juli 2019                               |
| Forest Home                                          | NextGen Reality                     | NextGen Reality                          | Puzzle                       | Nein   | 20. Juni 2019                               |
| Forever Forest                                       | Fictive Studio                      | Fictive Studio                           | Adventure                    | Nein   | 14. Januar 2019                             |
| Forgotten Tales - Day of the Dead                    | Joindots                            | Joindots                                 | Adventure                    | Nein   | 24. Januar 2019                             |
| Forgotton Anne                                       | Square Enix                         | Square Enix                              | Action-Adventure             | Nein   | 9. November 2018                            |
| Forklift - The Simulation                            | Daniel Wengenroth                   | Daniel Wengenroth                        | Simulation                   | Nein   | 10. Juli 2019                               |
| forma.8                                              | MixedBag                            | MixedBag                                 | Adventure                    | Nein   | 24. August 2017                             |
| Fort Boyard                                          | Appeal Studio                       | Microids                                 | Sport                        | Nein   | 27. Juni 2019                               |
| Fortnite: Battle Royale                              | People Can Fly                      | Epic Games                               | Battle Royale                | Nein   | 12. Juni 2018                               |
| Fossil Hunters                                       | Reptoid Games                       | Reptoid Games                            | Action-Adventure             | Nein   | 28. Juni 2018                               |
| Fox n Forests                                        | Bonus Level Entertainment           | EuroVideo Retail: Strictly Limited Games | Platformer                   | Ja     | 17. Mai 2018 Retail: 18. November 2018      |
| FoxyLand                                             | BUG-Studio                          | Ratalaika Games                          | Platformer                   | Nein   | 29. November 2019                           |
| FoxyLand 2                                           | BUG-Studio                          | Ratalaika Games                          | Platformer                   | Nein   | 24. Januar 2020                             |
| Fractured Minds                                      | EmilyMGames                         | Wired Productions                        | Adventure                    | Nein   | 14. November 2019                           |
| Frag doch mal...die Maus!                            | Ashgames                            | Ashgames                                 | Digitales Lernspiel          | Nein   | 21. November 2018                           |
| Framed Collection                                    | Loveshack Entertainment             | Loveshack Entertainment                  | Puzzle                       | Nein   | 17. Mai 2018                                |
| Fragment of Marine                                   | Mediascape                          | Mediascape                               | Adventure                    | Nein   | 11. Januar 2019                             |
| Frane: Dragons' Odyssey                              | Onevision Games                     | Onevision Games                          | Adventure Rollenspiel        | Nein   | 9. Mai 2019                                 |
| Freakout: Calamity TV Show                           | Immaterial Studio                   | JanduSoft                                | Shoot 'em up                 | Nein   | 11. April 2020                              |
| Freaky Awesome                                       | Badland Games                       | Badland Games                            | Shoot 'em up                 | Nein   | 26. Oktober 2018                            |
| Freecell Battle King                                 | Making                              | Making                                   | Kartenspiel                  | Nein   | 31. Januar 2019                             |
| Frederic: Resurrection of Music                      | Forever Entertainment               | Forever Entertainment                    | Rhythmusspiel                | Nein   | 21. Dezember 2017                           |
| Frederic 2: Evil Strikes Back                        | Forever Entertainment               | Forever Entertainment                    | Rhythmusspiel                | Nein   | 1. Februar 2018                             |
| Fred3ric                                             | Forever Entertainment               | Forever Entertainment                    | Rhythmusspiel                | Nein   | 20. Februar 2020                            |
| Freecell Solitair                                    | Vertical Reach                      | Vertical Reach                           | Kartenspiel                  | Nein   | 7. März 2019                                |
| Freecell Solitair Deluxe                             | Baltoro Games                       | Baltoro Games                            | Kartenspiel                  | Nein   | 27. September 2019                          |
| Freedom Finger                                       | Wide Right Interactive              | Wide Right Interactive                   | Shoot 'em up                 | Nein   | 27. September 2019                          |
| Freedom Planet                                       | GalaxyTrail                         | GalaxyTrail                              | Platformer                   | Nein   | 30. August 2018                             |
| Friday the 13th: Killer Puzzle                       | Blue Wizard Digital                 | Blue Wizard Digital                      | Puzzle                       | Nein   | 25. Oktober 2018                            |
| Friday the 13th: The Game - Ultimate Slasher Edition | Gun Media                           | Gun Media                                | Survival Horror              | Ja     | 13. August 2019                             |
| Frost                                                | Studio Tenebres Stage Clear Studios | Digerati                                 | Strategie                    | Nein   | 19. Juli 2018                               |
| Frosty Jump                                          | GameCo Mobile                       | Dispatch Games                           | Platformer                   | Nein   | 19. März 2020                               |
| Frozen Friends - Escape the Forest                   | Digital Game Group                  | Digital Game Group                       | Platformer                   | Nein   | 6. März 2020                                |
| FruitFall Crush                                      | System 3 Software                   | System 3 Software                        | Puzzle                       | Nein   | 21. Dezember 2017                           |
| Frutakia 2                                           | Crazysoft                           | CrazySoft                                | Puzzle                       | Nein   | 4. Oktober 2018                             |
| Fury Unleashed                                       | Awesome Games                       | Awesome Games                            | Rollenspiel                  | Nein   | 8. Mai 2020                                 |
| FUZE4                                                | FUZE Technologies                   | FUZE Technologies                        | Lernsoftware                 | Nein   | 30. August 2019                             |
| Full Metal Furies                                    | Celler Door Games                   | Celler Door Games                        | Adventure                    | Nein   | 6. November 2018                            |
| FUN! FUN! Animal Park                                | Aksys                               | Numskull Games                           | Party                        | Ja     | 30. Mai 2019 Retail: 31. Mai 2019           |
| Funbox Party                                         | Drageus Games                       | Drageus Games                            | Party                        | Nein   | 14. August 2018                             |
| Funghi Puzzle: Funghi Explosion                      | Beeworks Success                    | D3 Publisher                             | Puzzle                       | Nein   | 20. Dezember 2018                           |
| Funny Bunny Adventures                               | mPower Games Studio                 | Drageus Games                            | Puzzle                       | Nein   | 24. Dezember 2019                           |
| Furi                                                 | The Game Bakers                     | The Game Bakers                          | Action Shoot 'em up          | Nein   | 11. Januar 2018                             |
| Furwind                                              | JanduSoft                           | JanduSoft                                | Adventure Platformer         | Nein   | 27. Juni 2019                               |
| FutureGrind                                          | Milkbag Games                       | Milkbag Games                            | Rennspiel                    | Nein   | 22. Januar 2019                             |